# Around the World (Aqua)
Around the World è un singolo del gruppo musicale bubblegum pop Aqua, pubblicato il 28 marzo 2000 dall'etichetta discografica Universal.

## Descrizione
La canzone è stata scritta e prodotta da Søren Rasted e Claus Norreen ed è stata estratta come secondo singolo dal secondo album del gruppo, Aquarius. Ha ottenuto un discreto successo di vendita, raggiungendo buone posizioni nelle classifiche dei singoli dei paesi in cui è stato pubblicato.

## Tracce
CD-Maxi (Universal 156 855-2)
Promo - CD-Maxi (Universal AQUAAROUND02 (UMG)
1. Around the World (Radio Edit) – 3:28
2. Around the World (Soundsurfers Club Mix) – 6:05
3. Around the World (Dave Sears Club Mix) – 7:04
4. Around the World (Junior's Marathon Mix) – 13:40
5. Around the World (Rüegsegger#Wittwer Remix) – 7:41

CD-Single (Universal 156 854-2 / EAN 0601215685428)
1. Around the World (Radio Edit) – 3:28
2. Around the World (Soundsurfers Radio Edit) – 3:39

## Classifiche

### Classifiche settimanali
| Classifiche (2000) | Posizione massima |
| ------------------ | ----------------- |
| Australia          | 35                |
| Belgio (Fiandre)   | 52                |
| Germania           | 56                |
| Irlanda            | 47                |
| Italia             | 17                |
| Norvegia           | 16                |
| Paesi Bassi        | 44                |
| Regno Unito        | 26                |
| Spagna             | 14                |
| Svezia             | 4                 |
| Svizzera           | 42                |

### Classifiche di fine anno
| Classifica (2000) | Posizione |
| ----------------- | --------- |
| Svezia            | 54        |